# Окунев, Герман Григорьевич
Ге́рман Григо́рьевич О́кунев (14 июня 1931, Ленинград — 13 июня 1973, Ленинград) — советский композитор и музыкальный педагог.
Учился в музыкальной школе при Ленинградской консерватории (в том числе во время блокады Ленинграда). В школьные годы сочинил ряд песен патриотической тематики на стихи Б. Кежуна, Вс. Рождественского, В. Лебедева-Кумача, М. Исаковского; за участие в многочисленных концертах для солдат и раненых 4 сентября 1944 г. был награждён медалью «За оборону Ленинграда». По окончании школы поступил (1947) в училище при консерватории в классы композиции Бориса Клюзнера и фортепиано Евгении Гейман, а затем в Ленинградскую консерваторию, где также учился композиции (у Ореста Евлахова) и фортепиано (у Абрама Логовинского). В аспирантуре совершенствовался под руководством Д. Д. Шостаковича (с 1961 г.). В творчестве Окунева ученического периода преобладали вокально-симфонические и вокально-инструментальные сочинения, в том числе на стихи М. Лермонтова, И. Никитина, А. Прокофьева и др.
После окончания консерватории (1956) был распределён преподавать в музыкальном училище города Фрунзе, где открыл первый класс композиции. В этот период много занимался обработками киргизской народной музыки для оркестра и для фортепиано, совместно с Калыем Молдобасановым написал балет «Куйручук» (1960). Успешно представлял киргизскую музыку на Декаде музыки союзных республик в Москве (1958). Среди учеников Окунева — композиторы Умар Бексултанов, Владимир Сапожников и др.
В 1961 г. вернулся в Ленинград. Преподавал в консерватории, написал две симфонии, Концерт для фортепиано и камерного оркестра (1972), ряд камерных сочинений, среди которых популярность обрела 4-х частная Сюита для двух фортепиано и ударных «На праздничной Неве», произведения для детей. Важнейшая работа последнего периода его жизни — оставшийся неоконченным балет «Шинель».
Погиб в автомобильной катастрофе в канун своего 42-летия.
С. Сигитов посвятил памяти Г. Окунева свою книгу о Г. Форе (1982).